# Daniela Kohl
Daniela Kohl (* 21. April 1972 in München) ist eine deutsche Kinderbuchillustratorin.

## Leben
Daniela Kohl wurde am 21. April 1972 in München geboren. Sie studierte Zeichnen und Gestalten an der Freien Kunstwerkstatt München sowie Kommunikationsdesign an der FH München. Danach arbeitete sie für kurze Zeit in einer Werbeagentur. Seit 2001 lebt sie als freiberufliche Illustratorin und Grafikerin in München.
Im Jahr 2012 veröffentlichte sie gemeinsam mit der Schriftstellerin Alice Pantermüller den ersten Band der Reihe Mein Lotta-Leben im Arena Verlag. Diese Mädchenbuch-Reihe erscheint in 18 Ländern und steht regelmäßig auf den Bestsellerlisten. Im Jahr 2019 wurde ein Teil davon unter dem Titel Mein Lotta-Leben – Alles Bingo mit Flamingo! verfilmt.
2020 erschien der Kinderkrimi Die Barfuß-Bande und die geklaute Oma, den Daniela Kohl gemeinsam mit dem Schriftsteller Jörg Steinleitner kreierte.
Daniela Kohl macht auch Ausstellungen als Künstlerin, unter anderem in der Kunstbehandlung in München.

## Werke (Auswahl)

### Mein Lotta-Leben (gemeinsam mit Alice Pantermüller)
- Alles voller Kaninchen. Arena, Würzburg 2012, ISBN 978-3-401-06739-1.
- Wie belämmert ist das denn? Arena, Würzburg 2012, ISBN 978-3-401-06771-1.
- Hier steckt der Wurm drin. Arena, Würzburg 2013, ISBN 978-3-401-06814-5.
- Daher weht der Hase! Arena, Würzburg 2013, ISBN 978-3-401-06833-6.
- Ich glaub meine Kröte pfeift! Arena, Würzburg 2014, ISBN 978-3-401-06961-6.
- Den Letzten knutschen die Elche! Arena, Würzburg 2014, ISBN 978-3-401-06965-4.
- Und täglich grüßt der Camembär. Arena, Würzburg 2015, ISBN 978-3-401-60038-3.
- Kein Drama ohne Lama. Arena, Würzburg 2015, ISBN 978-3-401-60039-0.
- Das reinste Katzentheater. Arena, Würzburg 2016, ISBN 978-3-401-60063-5.
- Der Schuh des Känguru. Arena, Würzburg 2016, ISBN 978-3-401-60064-2.
- Volle Kanne Koala. Arena, Würzburg 2017, ISBN 978-3-401-60136-6.
- Eine Natter macht die Flatter. Arena, Würzburg 2017, ISBN 978-3-401-60137-3.
- Wenn die Frösche zweimal quaken. Arena, Würzburg 2018, ISBN 978-3-401-60332-2.
- Da lachen ja die Hunde. Arena, Würzburg 2018, ISBN 978-3-401-60333-9.
- Wer den Wal hat. Arena, Würzburg 2019, ISBN 978-3-401-60334-6.
- Das letzte Eichhorn. Arena, Würzburg 2020, ISBN 978-3-401-60496-1.
- Je Otter, desto flotter. Arena, Würzburg 2021, ISBN 978-3-401-60504-3.
- Im Zeichen des Tapirs. Arena, Würzburg 2021, ISBN 978-3-401-60505-0.
- Hier taucht der Papagei. Arena, Würzburg 2023, ISBN 978-3-401-60652-1.
- Alles Bingo mit Flamingo (Film)
- Alles Tschaka mit Alpaka

### Linni von Links (gemeinsam mit Alice Pantermüller)
- Berühmt mit Kirsche obendrauf. Arena, Würzburg 2015, ISBN 978-3-401-06994-4.
- Ein Star im Himbeer-Sahne-Himmel. Arena, Würzburg 2015, ISBN 978-3-401-60062-8.
- Alle Pflaumen fliegen hoch. Arena, Würzburg 2016, ISBN 978-3-401-60163-2.

### Die Barfuß-Bande (gemeinsam mit Jörg Steinleitner)
- Die Barfuß-Bande und die geklaute Oma. Arena, Würzburg 2020, ISBN 978-3-401-60475-6.
- Die Barfuß-Bande und die Reise über alle Berge. Arena, Würzburg 2022, ISBN 978-3-401-60622-4.

### Florentine Blix (gemeinsam mit Alice Pantermüller)
- Tatort der Kuscheltiere. Arena, Würzburg 2022, ISBN 978-3-401-60578-4.
- Geheimakte Flaschenpost. Arena, Würzburg 2023, ISBN 978-3-401-60579-1.